# Ceratomyxa physiculusi
Ceratomyxa physiculusi is een microscopische parasiet uit de familie Ceratomyxidae. Ceratomyxa physiculusi werd in 2010 beschreven door Gunter & Adlard. 